# Bifascia
Bifascia is een geslacht van vlinders van de familie Wilgenroosjesmotten (Momphidae), uit de onderfamilie Chrysopeleinae.

## Soorten
- B. nigralbella (Chretien, 1915)
- B. yemenella Amsel, 1961